# Villafufre
Villafufre is een gemeente in de Spaanse provincie Cantabrië in de regio Cantabrië met een oppervlakte van 30 km². Villafufre telt 1.017 inwoners (1 januari 2016).

## Demografische ontwikkeling
Bron: INE; 1857-2011: volkstellingen